# さよならバイスタンダー
「さよならバイスタンダー」は、YUKIの楽曲。彼女の31枚目（通算では33作目）のシングルとして2017年2月1日にエピックレコードジャパンからリリースされた。

## 解説
羽海野チカ原作のNHK総合系列のTVアニメ『3月のライオン』オープニングテーマの楽曲として書き下ろされたものである。
シングル作品としては前作「ポストに声を投げ入れて」からおよそ6か月ぶりのリリース。初回生産限定盤には、TVアニメ『3月のライオン』のノンクレジットオープニングムービーを収録したDVDと原作である羽海野チカ描き下ろしによるイラストポストカードが封入されている。
「You can stay right here」は2017年のツアー「Blink Blink」の初日・広島グリーンアリーナ公演でのみ披露された(以降の公演では「ドラマチック」が歌われた)。

## 収録曲
| 全作詞: YUKI、全編曲: YUKI, 玉井健二, 百田留衣。 |                             |           |            |                      |      |
| #                                                | タイトル                    | 作詞      | 作曲       | ストリングスアレンジ | 時間 |
| 1.                                               | 「さよならバイスタンダー」  | YUKI      | 飛内将大   | 弦一徹               | 4:03 |
| 2.                                               | 「You can stay right here」 | YUKI      | AlbatoLuce |                      | 2:26 |
| 合計時間:                                        | 合計時間:                   | 合計時間: | 合計時間:  | 6:29                 |      |